# بنجامین واننین
بنجامین واننین (انگلیسی: Benjamin Vanninen؛ ۲۹ ژوئن ۱۹۲۱ – ۲۲ ژوئیه ۱۹۷۵ (aged 54)) ورزشکار اسکی صحرانوردی اهل فنلاند بود.
وی در مسابقات کشوری و بین‌المللی در مجموع برندهٔ ۱ مدال برنز شده‌است.